# Expo 86

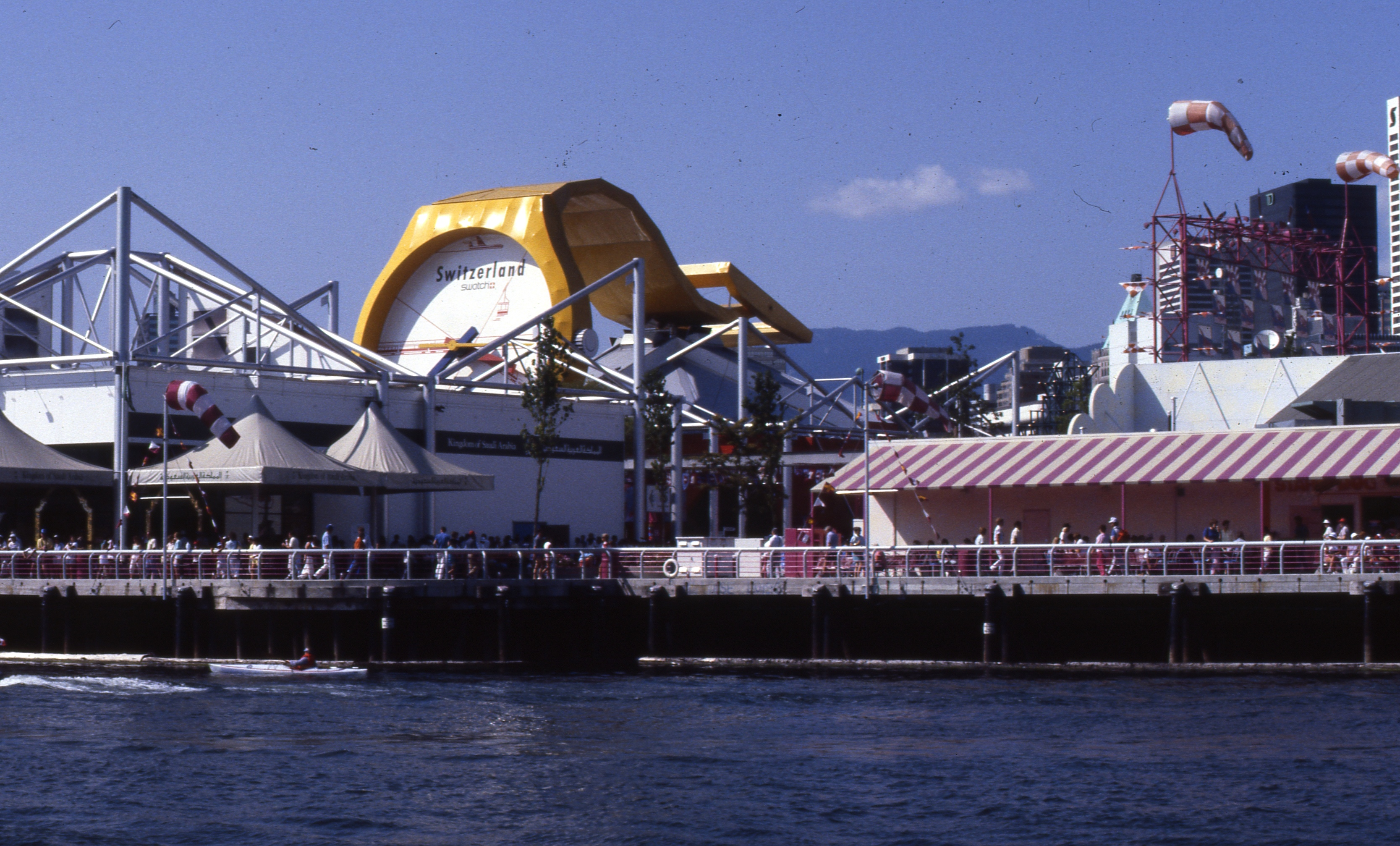

A Exposição Mundial de Transporte e Comunicação de 1986 (ou somente Expo 86) foi uma exposição mundial acontecida em Vancouver, Canadá, de 2 de maio a 13 de outubro de 1986. A exposição, cujo tema foi "Transporte e Comunicação: o Mundo em Movimento - o Mundo em Contato", coincidiu com centenário da cidade. Foi a segunda vez que o Canadá organizou uma exposição mundial, contando com a Expo 67 em Montreal, durante o centenário do Canadá.
Ao todo, 22 milhões de pessoas participaram da exposição e, apesar do deficit de CND$ 311 milhões, o evento foi considerado um sucesso.

## História
Até o final da década de 1970, o local de 0,7 km² na False Creek que posteriormente abrigou a exposição estava inutilizado, uma antiga área da Canadian Pacific Railway e depósito industrial. Em 1978, o então ministro de recreação e conservação da Colúmbia Britânica Sam Bawlf propôs uma exposição para celebrar o centenário de Vancouver, que aconteceria em 1986. A proposta foi submetida em junho de 1979, para uma exposição que se chamaria "Transpo 86". O tema de transporte refletia a antiga função da cidade em conectar o Canadá por ferrovias, e seu status como grande porto de transporte, o que influenciava também as comunicações.
A feira foi premiada para Vancouver pelo Bureau International des Expositions em novembro de 1980. Entretanto, uma vez claro que o evento seria uma exposição mundial, o nome foi oficialmente mudado para "Expo 86" em outubro de 1981. As construções começaram em outubro de 1983, quando Isabel II, Rainha do Canadá, marcou o início das obras. O centro de exposições foi aberto em 2 de maio de 1985.
A Expo 86 foi aberta em 2 de maio de 1986 pelo Príncipe Carlos, Princesa Diana e o primeiro-ministro do Canadá Brian Mulroney. Ela apresentava pavilhões de 54 nações e diversas corporações. Foi classificada como classe II, ou exibição especializada, refletindo sua ênfase específica em transporte e comunicação.

## Pavilhões
Províncias canadenses
- Alberta
- Colúmbia Britânica
- Nova Escócia
- Ontário
- Ilha do Príncipe Eduardo
- Quebec
- Saskatchewan
- Yukon
- Territórios do Noroeste

Países
| - Austrália - Barbados - Bélgica - Brunei - Canadá - China - Costa Rica - Cuba - Tchecoslováquia - Organização dos Estados do Caribe Oriental - União Europeia - França - Alemanha - Hong Kong | - Hungria - Indonésia - Itália - Costa do Marfim - Japão - Quênia - Coreia do Sul - Malásia - México - Noruega - Paquistão - Peru - Filipinas - Roménia - Arábia Saudita | - Senegal - Singapura - Pacífico Sul - Espanha - Sri Lanka - Suíça - Tailândia - Reino Unido - Nações Unidas - Estados Unidos - União Soviética - Iugoslávia |

Estados estado-unidenses
- Califórnia
- Oregon
- Washington

Corporações
- Air Canada, BCTV
- Canadian National
- General Motors
- Via Rail Canada
- Canadian Pacific
- Telecom Canada

Outros
- Grande Salão de Ramessés II (Egito), contendo tesouros raros da vida do faraó
- Grandes Exploradores Noruegueses (Noruega)
- Pavilhão da Promessa
- Roundhouse. uma roundhouse centenária contendo diversas locomotivas históricas
- Centro de Exposição

Exibições externas
- Air Plaza
- Land Plaza
- Marine Plaza
- Folklife
- Highway 86
- UFO H2O